# Neozoanthus uchina
Neozoanthus uchina is een Zoanthideasoort uit de familie van de Neozoanthidae. De wetenschappelijke naam van de soort is voor het eerst geldig gepubliceerd in 2012 door Reimer, Irei, & Fujii.